# 金君子

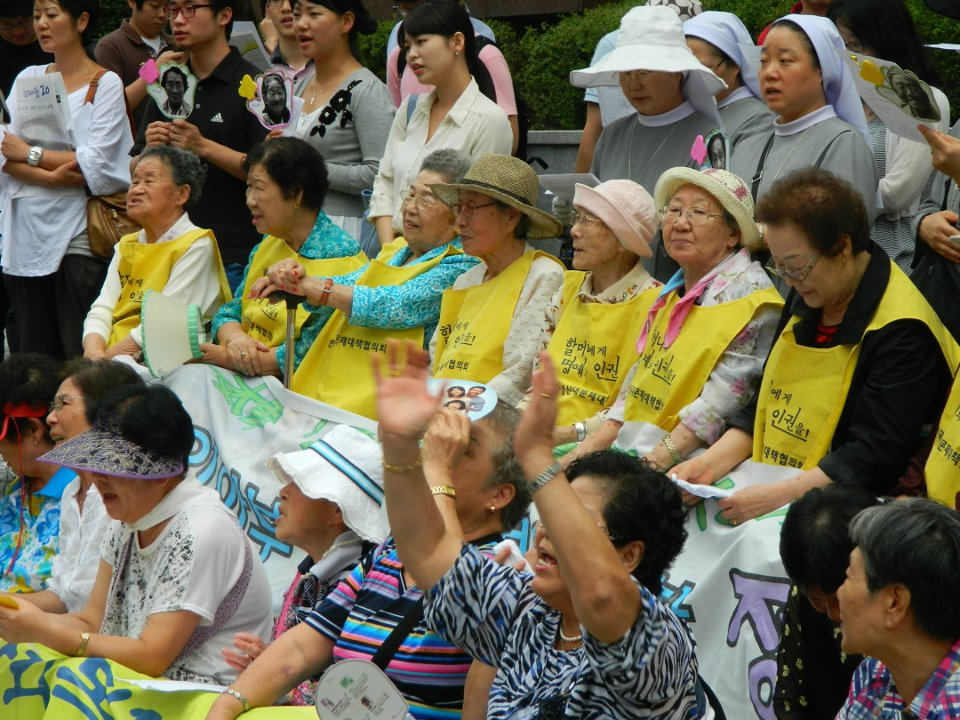
金君子（黄色いシャツ左から三人目）。在大韓民国日本国大使館前にて行われる慰安婦への謝罪と補償を求める水曜集会にて（2011年8月）

金 君子（キム・グンジャ、朝鮮語: 김군자、1926年 - 2017年7月23日）は第二次世界大戦終戦前に自身が慰安婦であった旨を各地で証言活動している韓国人女性。父母を無くし、16歳の時に養父に引き取られた。1942年3月にその養父に「お金を稼げるところがあるから」と言われ、朝鮮人の軍人によって慰安婦にされたため、日本軍より義理の父親を憎んでいたこと明かしている。

## 略歴
日本統治下の朝鮮江原道平昌郡で生まれる。
2005年11月「東京の高校生　平和のつどい」における証言によると、
- 10歳で父、14歳で母を亡くした孤児であったが、16歳の時に養女となる。1942年3月に、当時彼氏がいたが養父に「お金を稼げるところがあるから」と言われて、朝鮮人の軍人に連れて行かれた[2]。日本の敗戦後に朝鮮半島に戻ったが、養父を恨んでいたので養父のところには帰らなかった。行くところもなかったために、朝鮮半島北部（現:北朝鮮）の友だちの家に数日間泊めてもらっていた。すると、彼氏だった男性がたずねてきて、別の女性との結婚への後悔を語ってきたが、男性には既に妻子がいたので迷ったが同棲した。しかし、妻子から文句が来て、悩んだ男性は農薬を飲んで自殺した。更には妻子から非難されることになったために、朝鮮半島南部（現:韓国）にやってきたと述べている[2]。その後に一人暮らしをしていて、月に3万ウォンの年金をもらっていたが、病院の費用を払えない状態であったところに、金泳三大統領が「（慰安婦）被害女性は名乗り出て」とテレビで呼びかけたのを見て、名乗りでた。1998年3月12日にナヌムの家に移住した[2]。
- 2000年に女性国際戦犯法廷にて慰安婦として李容洙らと共に証言。2003年に朴裕河は上野千鶴子とナヌムの家を訪れた際に、ナヌムの家から意図的に離れたところに暮らす慰安婦がいること、そういう慰安婦らの心の中に特定の日本軍兵士を想う心が生きていたことと共に、金が義理の父親を日本軍より憎んでいることに衝撃を受けた[3]。
- 2007年2月15日、マイク・ホンダ提案の米国下院対日非難決議案に関するアメリカ下院公聴会にて慰安婦として李容洙、ジャン・ラフ・オハーンらと共に証言。16歳で養父のチョイ（朝鮮人警官）から金を儲けてこいと追い出され「軍服」を着た朝鮮人の男から金になる仕事があると貨車に乗せられたと語っている[4]。2017年7月23日、老衰のため死去。91歳没[1]。

### メディアにおける報道
- 16歳のとき、ある巡査の家の養女となる。その養父に「お金を稼げる場所があるので行っておいで、稼げなかったら帰ってくればいいから」と言われ、家まで連れにきた朝鮮人の軍人と一緒に・・・（ナヌムの家歴史館ハンドブックより）
- 2005年6月23日、北海道新聞での証言「お使いに行っておくれ」と言われて、汽車に乗せられた

- 2006年03月02日、朝日新聞。17歳の時、家に朝鮮人2人が来て「工場で働かせてあげる」と言われ列車で中国の琿春に連れて行かれ慰安婦となった

幼い時に両親が死んで、養女に。17歳の時、家に朝鮮人2人が来た。「工場で働かせてあげる」。列車で連行されたのが旧ソ連国境近くの中国・琿春。慰安所だった。